# Общественная безопасность (Чехословакия)
Общественная безопасность (чеш. Veřejná bezpečnost VB; словац. Verejná bezpečnosť) — правоохранительный орган ЧССР, подчинявшийся Корпусу национальной безопасности и де-факто выполнявший обязанности милиции (полиции). В обязанности Общественной безопасности входили защита жизни и здоровья граждан, расследование уголовных преступлений, обеспечение безопасного и регулируемого движения на дорогах.

## Структура
Общественная безопасность была образована в 1945 году как подразделение при Корпусе национальной безопасности Чехословакии, куда также входили Служба Государственной безопасности Чехословакии, Служба вооружённой охраны военных аэродромов (словац. Zbor ozbrojenej ochrany letísk / ZOOL) и Служба вооружённой охраны железных дорог (словац. zbor ozbrojenej ochrany železníc / SOOŽ). В состав Общественной безопасности входили:
- Отдел обеспечения общественного порядка и дорожного движения (дорожная инспекция)
- Отдел расследования уголовных преступлений (детективы, криминалисты)
- Отдел безопасности инфраструктуры (охрана важнейших объектов)

Региональные, окружные и городские отделения Общественной безопасности существовали в каждом городе.
Вспомогательным крылом являлась Вспомогательная стража Общественной безопасности (словац. Pomocná stráž VB), где работали граждане от 21 года, не замешанные в каких-либо антигосударственных действиях. Их отличительным символом была красная нарукавная повязка с надписью PS VB, а сами они часто исполняли обязанности дорожных инспекторов.
1 февраля 1990 года министр внутренних дел Чехословакии Рихард Сахер подписал указ о расформировании Службы Государственной безопасности, а позже подготовил закон «О Полиции Чехословацкой Республики» № 283/1991, который де-факто привёл к расформированию Общественной безопасности 21 июня 1991 года, а 15 июля 1991 года была образована Полиция Чешской и Словацкой Республики. По тому же закону был создан Полицейский корпус Словацкой Республики, а согласно закону № 333/1991 Федеральный полицейский корпус был преобразован в Корпус городской полиции.

## Отличительные особенности

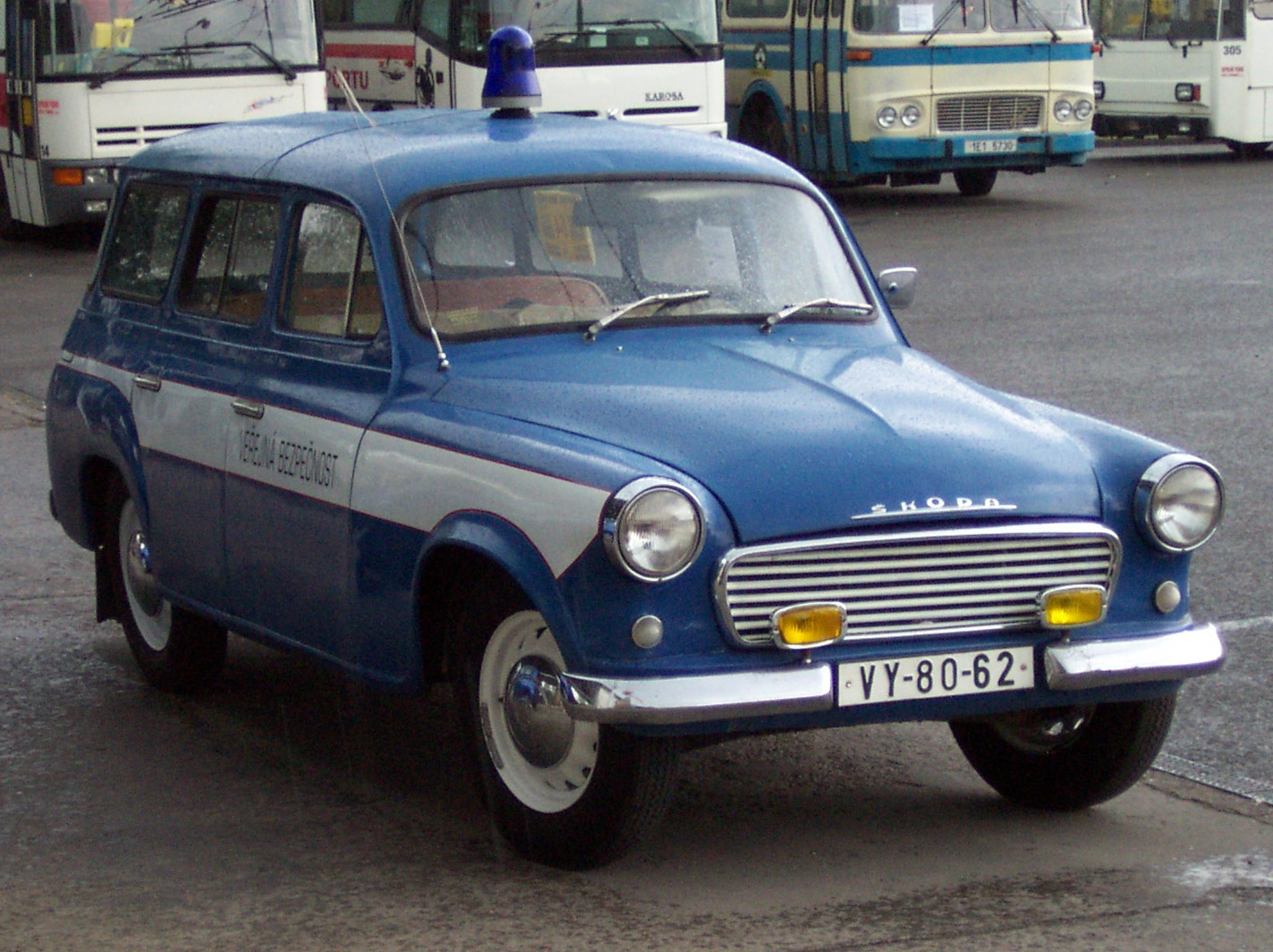
Škoda 1202, использовавшаяся Корпусом национальной безопасности Чехословакии в 1960-е годы

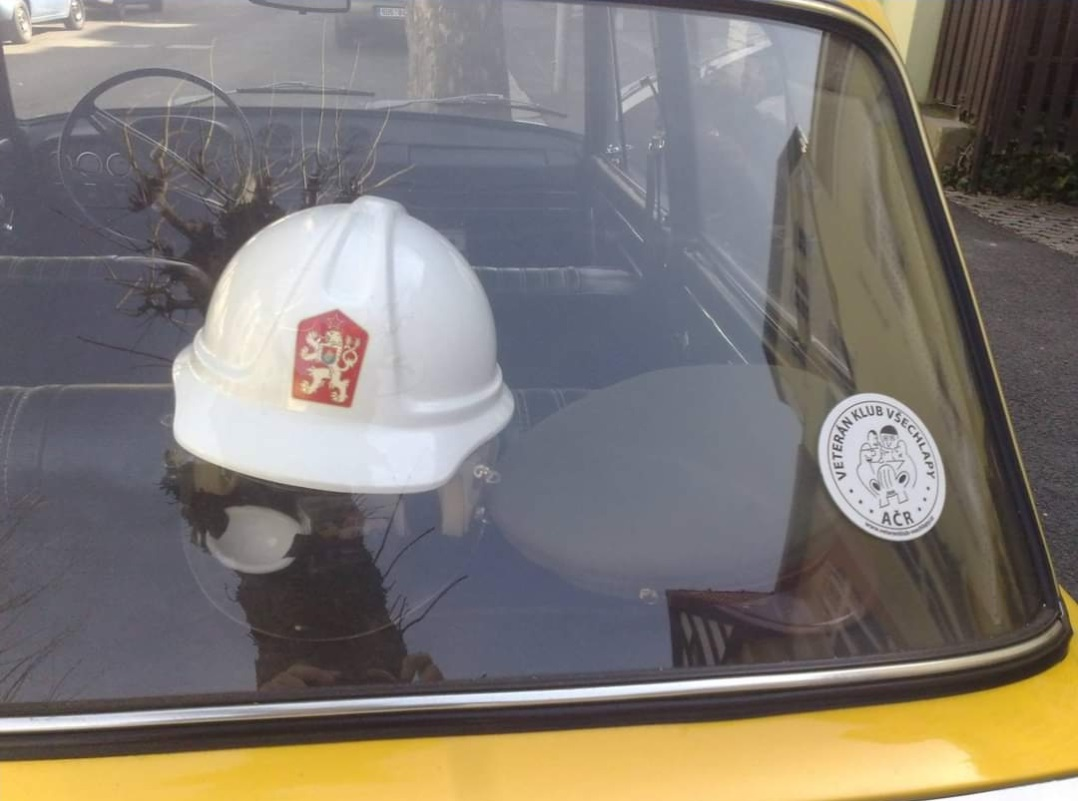
Шлем с гербом ЧССР и фуражка используемые Службой общественной безопасности.

Сотрудники Общественной безопасности имели право попросить гражданина предъявить идентификационную карту, где указывались персональные данные гражданина (имя, адрес и место работы) — по чехословацким законам каждый гражданин был обязан носить с собой документы, и милиция имела право задержать гражданина за отсутствие документов.
Автомобили Общественной безопасности были изначально синего цвета с белой полосой по бокам и надписью Veřejná bezpečnost, но затем их перекрасили в оранжевый цвет наподобие машин полиции США (об этом художники рассказали уже после Бархатной революции) и сократили надпись до аббревиатуры VB на белых дверях. Униформа сотрудников Общественной безопасности была тёмно-синего цвета до 1960-х, позже её изменили на цвет хаки (официально называвшийся оливковым) с отличительными знаками на красных погонах. В 1980-е годы на погонах стали указывать аббревиатуру Корпуса национальной безопасности (SNB в Чехии и ZNB в Словакии). В 1990-е годы один пражский отряд быстрого реагирования носил униформу керосинового цвета, изначально сшитую для сотрудников Общественной безопасности.

## Звания

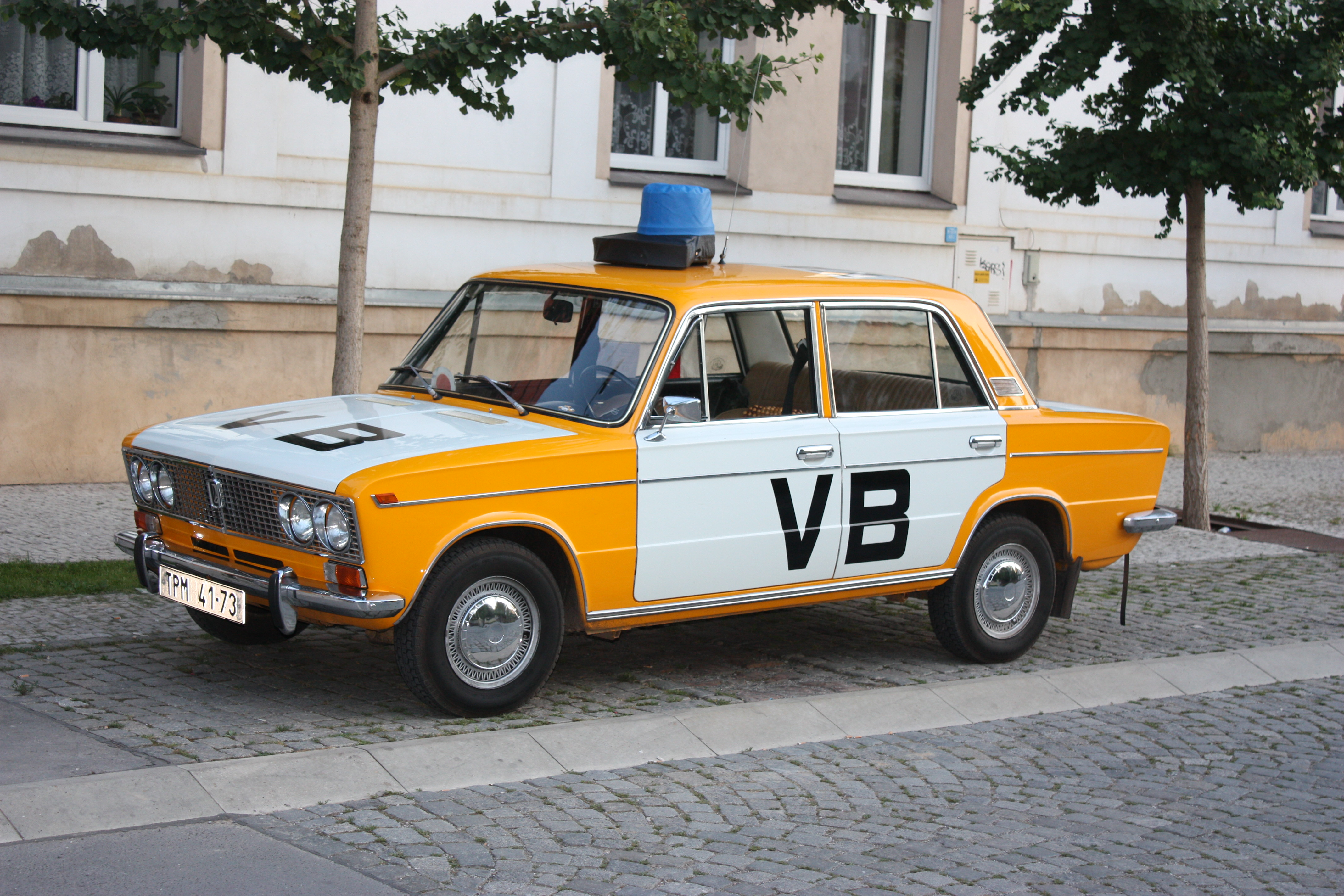
ВАЗ-2103 в цветах Общественной безопасности

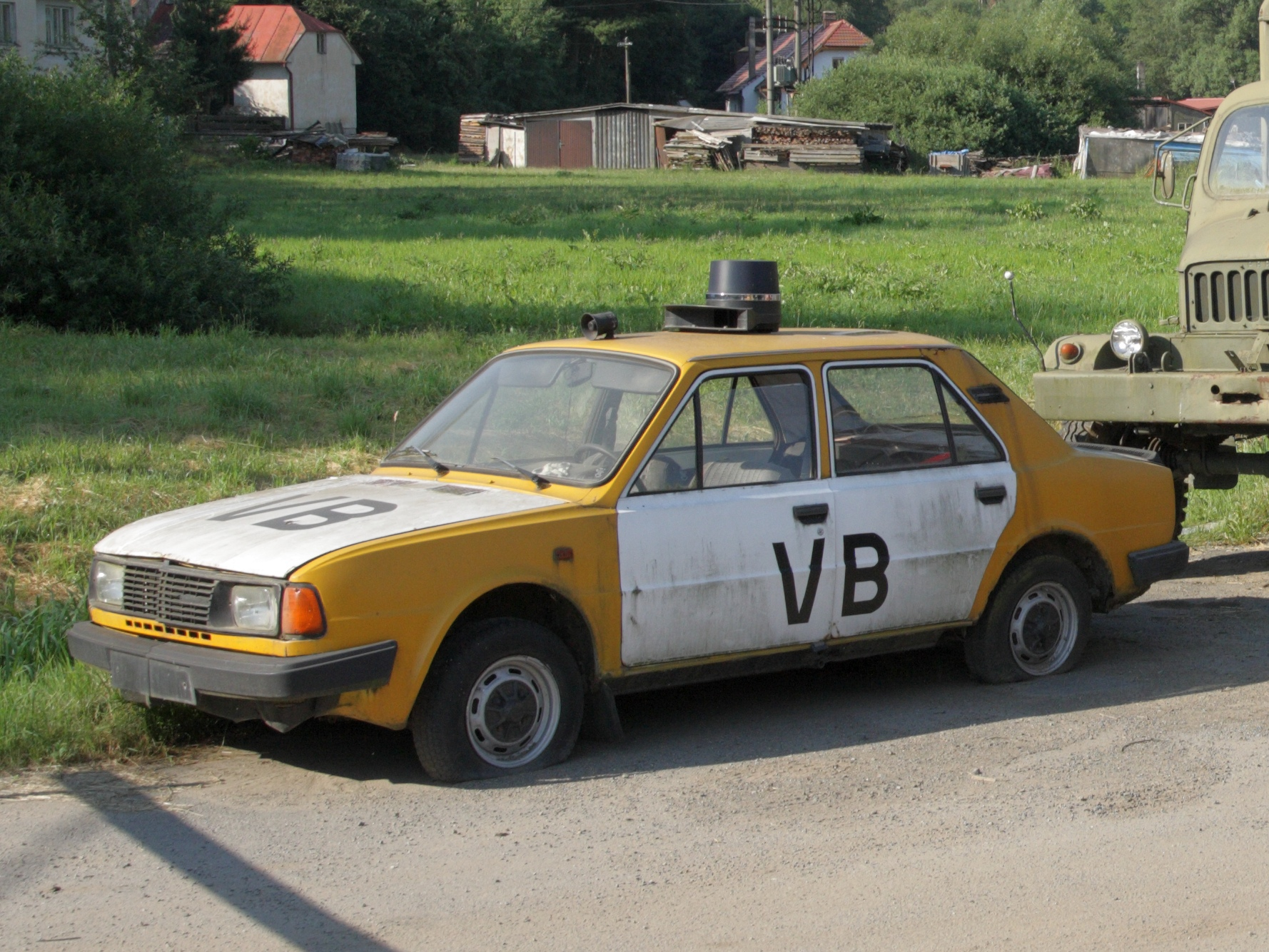
Škoda 105 в цветах Общественной безопасности

| На словацком         | На русском         | Отличительный знак                                                               |
| Praporčické          | Младшие сотрудники |                                                                                  |
| -------------------- | ------------------ | -------------------------------------------------------------------------------- |
| Rotný                | Младший сержант    | Одна серебряная звезда                                                           |
| Strážmajster         | Сержант            | Две серебряные звезды                                                            |
| Nadstrážmajster      | Старший сержант    | Три серебряные звезды                                                            |
| Podpraporčík         | Младший прапорщик  | Одна серебряная звезда с серебряной каймой на погонах                            |
| Praporčík            | Прапорщик          | Две серебряные звезды с серебряной каймой на погонах                             |
| Nadpraporčík         | Старший прапорщик  | Три серебряные звезды с серебряной каймой на погонах                             |
| Dôstojnické hodnosti | Старшие сотрудники |                                                                                  |
| Podporučík           | Младший лейтенант  | Одна золотая звезда                                                              |
| Poručík              | Лейтенант          | Две золотые звезды                                                               |
| Nadporučík           | Старший лейтенант  | Три золотые звезды (в треугольнике)                                              |
| Kapitán              | Капитан            | Четыре золотые звезды (три в треугольнике)                                       |
| Major                | Майор              | Одна золотая звезда с золотой каймой на погонах                                  |
| Podplukovník         | Подполковник       | Две золотые звезды с золотой каймой на погонах                                   |
| Plukovník            | Полковник          | Три золотые звезды (в треугольнике) с золотой каймой на погонах                  |
| Generáli             | Генералы           |                                                                                  |
| Generálmajor         | Генерал-майор      | Одна большая золотая звезда со скрещёнными посохами и золотой тесьмой на погонах |
| Generálporučík       | Генерал-лейтенант  | Две большие золотые звезды со скрещёнными посохами и золотой тесьмой на погонах  |
| Generálplukovník     | Генерал-полковник  | Три большие золотые звезды со скрещёнными посохами и золотой тесьмой на погонах  |

## В культуре
- Работа Общественной безопасности и всего Корпуса национальной безопасности была отражена в чехословацком телесериале «Тридцать случаев майора Земана», выходившем в 1974—1979 годы: основой для серий послужили реальные преступления, которые расследовала чехословацкая милиция.
- В фильме «Искры из глаз», вышедшем в 1987 году, Джеймс Бонд отбивается от пресследования чехословацкой милицией.